# Ivan Jakusjkin
Ivan Dmitrijevitj Jakusjkin (ryska: Иван Дмитриевич Якушкин), född 9 januari 1794 (gamla stilen: 29 december 1793) i guvernementet Smolensk, död 23 augusti (gamla stilen: 11 augusti) 1857 i Moskva, var en rysk dekabrist. Han var kusin till Pavel Jakusjkin.
Jakusjkin deltog i fälttågen 1812–1414, bildade 1816 tillsammans med Nikita Muravjov, Sergej Muravjov-Apostol och furst Sergej Trubetskoj den mot livegenskapen, absolutismen och andra sociala missförhållanden riktade hemliga föreningen Sojuz spasenija (Frälsningsunionen, vars statuter upprättades 1817 av Pavel Pestel), men lämnade sällskapet och bildade samma år Sojuz dobrodjeteli (Dygdeförbundet) och erbjöd sig utföra dess beslut att mörda tsar Alexander I. 
Jakusjkin lämnade militärtjänsten och sällskapet och bosatte sig på sitt gods i guvernementet Smolensk, där han bland annat friköpte livegna och ivrade för folkundervisning. Han var sedermera medlem av Sojuz blagodenstvija (Välfärdssällskapet) och inträdde efter Alexander I:s död, 1825, i det så kallade Nordförbundet, vars resning i december samma år nedslogs. Han häktades den 10 januari 1826, yppade efter svåra lidanden i Peter-Paulfästningen namnen på åtskilliga deltagare, dömdes till deportation på livstid och 20 års straffarbete i sibiriska gruvorna. Efter befrielse från straffarbetet fick han lov att inrätta en folkskola i guvernementet Tobolsk. Genom amnestin av den 26 augusti 1856 återfick han friheten. Hans högst värdefulla memoarer trycktes 1862 och 1870.